# Јеменска Арапска Република
Арапска Република Јемен, позната и као Северни Јемен, је била република на обали Црвеног мора, на југозападном делу Арабијског полуострва. Ујединила се 22. маја 1990. са Демократском Народном Републиком Јемен (Јужни Јемен) у данашњу Републику Јемен. Главни град је био Сана.
Након распада Османског царства, Северни Јемен је постао независна држава Краљевина Јемен. Арапски националисти су 26. септембра 1962. свргнули новоокруњеног краља Мухамада ал-Бадра и преузели су контролу над главном градом Саном и успоставили су Арапску Републику Јемен. Тим државним ударом започео је грађански рат у којем су се републиканци потпомогнути египатским јединицама и војно-техничкој помоћи СССР-а, борили против ројалиста и свргнутог краља, а којима су помоћ пружали Саудијска Арабија и Јордан. Саудијска Арабија је признала републикански режим 1970. године.